# Sinterklaasjournaal (2005)
Het Sinterklaasjournaal in 2005 was het vijfde seizoen van het Sinterklaasjournaal en werd gepresenteerd door Dieuwertje Blok. De intocht vond plaats in Sneek.

## Verhaallijn
Toen Dieuwertje contact wilde maken met de stoomboot, bleek dat de Hoofdpiet en de Wegwijspiet de verkeerde boot hadden genomen. Ze zijn vertrokken in Pakjesboot 7½ en niet in Pakjesboot 12. Uiteindelijk kwamen ze met z'n tweeën aan in Nederland (Sneek). En die boot is veel te klein, daar kunnen alleen maar deze twee Pieten op en Sinterklaas zou dit jaar dus helemaal niet in Nederland komen. Maar Sinterklaas ontdekte de fout en voer met Pakjesboot 12 achter de Pieten aan, waardoor ze toch nog veilig aankwamen. Verder heeft Sint Pegasus, de zoon van Amerigo, meegenomen en had de Wegwijspiet zere voeten.
Sinterklaas trok vervolgens naar het Pietenhuis, maar dat was afgebroken. Daarom moesten de Pieten bij de mensen thuis slapen. Maar niet ieder huis was geschikt voor een Piet om in te slapen. Daarom spraken de Pieten iets af. Een huis met een cirkel bij de voordeur is geschikt. Een huis met een kruis is niet geschikt.
Verder had de Rijmpiet alle rijmpjes voor 5 december af, maar Pegasus nam een grote hap uit het blocnote, waardoor alle laatste woorden ontbraken. De Rijmpiet weigerde opnieuw te beginnen. De rijmpjes werden uiteindelijk op internet gezet, zodat de kinderen ze konden afmaken.
Pegasus werd uitgeroepen tot het mooiste paard van Nederland en de Paardenpiet mocht daarom een prijs in ontvangst nemen. Op het moment dat hij de prijs vastpakte, liep Pegasus ineens weg door de deur die nog open stond. Een paar dagen later werd hij teruggevonden, bij een nieuw Pietenhuis voor alle Pieten. De Pieten verlieten de plek waar ze sliepen en trokken naar het Pietenhuis.
Maar de cadeautjes lagen nog op de stoomboot. De Pieten wilden de boot naar het Pietenhuis brengen, maar onderweg liep hij vast. Gelukkig konden Sinterklaas en de paarden hem tijdig weer lostrekken, waardoor Pakjesavond ook dit jaar werd gered. De Wegwijspiet mocht van Sinterklaas met pensioen gaan en kreeg als 5 december-cadeau een paar sloffen en zit sindsdien bij de open haard in Spanje. Na deze overhandiging werd het groot feest in het Pietenhuis.

## Rolverdeling
| Rol                                       | Naam                     |
| ----------------------------------------- | ------------------------ |
| Presentatrice                             | Dieuwertje Blok          |
| Voice-over                                | Kees Driehuis            |
| Verslaggever                              | Jeroen Kramer            |
| Verslaggever                              | Rik Hoogendoorn          |
| Sinterklaas                               | Bram van der Vlugt       |
| Wellespiet                                | Dick van den Toorn       |
| Boekpiet                                  | Marc Nochem              |
| Hoofdpiet                                 | Erik van Muiswinkel      |
| Huispiet                                  | Maarten Wansink          |
| Wegwijspiet                               | Michiel Kerbosch         |
| Paardenpiet Glenn                         | Anne Rats                |
| Pietje Precies                            | Bob Fosko                |
| Rare Piet                                 | Rob Kamphues             |
| Sorrypiet                                 | Marc-Marie Huijbregts    |
| Rijmpiet                                  | Jeroen van Koningsbrugge |
| Willem Grol                               | Ferry de Groot           |
| Professor Titus Tillema                   | Dick Lam                 |
| P.O.D.                                    | Bas Hoeflaak             |
| P.O.D.                                    | Peter van de Witte       |
| Jan Doedel                                | André van Duin           |
| Meneer Spijkers                           | Bruun Kuijt              |
| Gastrollen                                |                          |
| Supermarkteigenaar                        | Haye van der Heyden      |
| Voorzitter paardensportvereniging Minerva | Ben Hulsman              |
| Arie de Groot                             | Frans van Deursen        |